# Edmund Nelson Carpenter

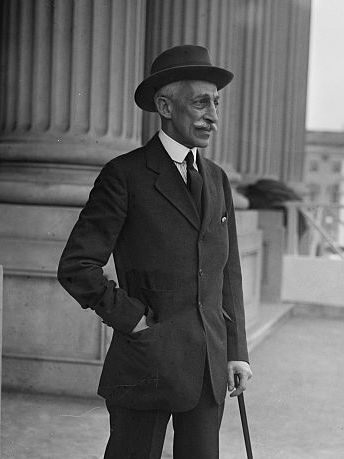
Edmund Nelson Carpenter

Edmund Nelson Carpenter (* 27. Juni 1865 in Wilkes-Barre, Pennsylvania; † 4. November 1952 in Philadelphia, Pennsylvania) war ein US-amerikanischer Politiker. Zwischen 1925 und 1927 vertrat er den Bundesstaat Pennsylvania im US-Repräsentantenhaus.

## Leben
Edmund Carpenter besuchte die öffentlichen Schulen seiner Heimat und das Wyoming Seminary in Kingston. Danach arbeitete er im Bergbau und bei der Herstellung von Metallblechen. Im Jahr 1893 trat er in die Nationalgarde von Pennsylvania ein, in der er im Lauf der Zeit bis zum Major aufstieg. Als Mitglied der Nationalgarde nahm er im Rang eines Oberleutnants auch am Spanisch-Amerikanischen Krieg von 1898 teil. Politisch schloss er sich der Republikanischen Partei an. 1918 kandidierte er noch erfolglos für den Kongress.
Bei den Kongresswahlen des Jahres 1924 wurde Carpenter im zwölften Wahlbezirk von Pennsylvania in das US-Repräsentantenhaus in Washington, D.C. gewählt, wo er am 4. März 1925 die Nachfolge des Demokraten John J. Casey antrat. Da er im Jahr 1926 nicht bestätigt wurde, konnte er bis zum 3. März 1927 nur eine Legislaturperiode im Kongress absolvieren. Nach seiner Zeit im US-Repräsentantenhaus betätigte sich Carpenter wieder als Hersteller von Blechmetallen. Politisch ist er nicht mehr in Erscheinung getreten. Er starb am 4. November 1952 in Philadelphia und wurde in Wilkes-Barre beigesetzt.